# Івановка (Курманаєвський район)
Іва́новка (рос. Ивановка) — село у складі Курманаєвського району Оренбурзької області, Росія.

## Населення
Населення — 106 осіб (2010; 174 у 2002).
Національний склад (станом на 2002 рік):
- росіяни — 83 %